# Pharetrophora orientalis
Pharetrophora orientalis är en stekelart som först beskrevs av Sedivy 1971.  Pharetrophora orientalis ingår i släktet Pharetrophora och familjen brokparasitsteklar. Inga underarter finns listade i Catalogue of Life.